# Daginesticus
Genre
Daginesticus est un genre d'araignées aranéomorphes de la famille des Nesticidae.

## Distribution
Les espèces de ce genre se rencontrent en Russie au Daghestan et en Géorgie,.

## Liste des espèces
Selon World Spider Catalog (version 23.0, 01/04/2022) :
- Daginesticus dzhamirzoevi Fomichev, Ballarin & Marusik, 2022
- Daginesticus mamajevae (Marusik, 1987)

## Systématique et taxinomie
Ce genre a été décrit par Fomichev, Ballarin et Marusik en 2022 dans les Nesticidae.

## Publication originale
- Fomichev, Ballarin & Marusik, 2022 : « A new genus of the family Nesticidae (Arachnida: Aranei) from the Caucasus. » Arthropoda Selecta, vol. 31, no 1, p. 99-110 (texte intégral).